# Боненштингль, Ханс
Ханс Боненштингль (нем. Hans Bohnenstingl; 7 февраля 1911, Цинновиц — 12 сентября 1994, Вена) — австрийский пианист.
Учился в Берлине, сперва в Консерватории Штерна, затем у Вильгельма Кемпфа, затем в Венской городской консерватории.
Предпочитал исполнять музыку XX века. Наиболее известен как первый исполнитель фортепианного концерта Хуго Дистлера (1957) — спустя 15 лет после смерти композитора (с Берлинским филармоническим оркестром под управлением Рихарда Крауса). Среди других премьер Боненштингля — концерты Герхарда Вимбергера (1955, с Мюнхенским камерным оркестром под управлением Кристофа Штеппа) и Хаймо Эрбсе (1957, дирижёр Франц Личауэр). Выступал также как аккомпаниатор (прежде всего, с Вольфгангом Шнайдерханом).
В 1961—1978 гг. преподавал в Венской городской консерватории.

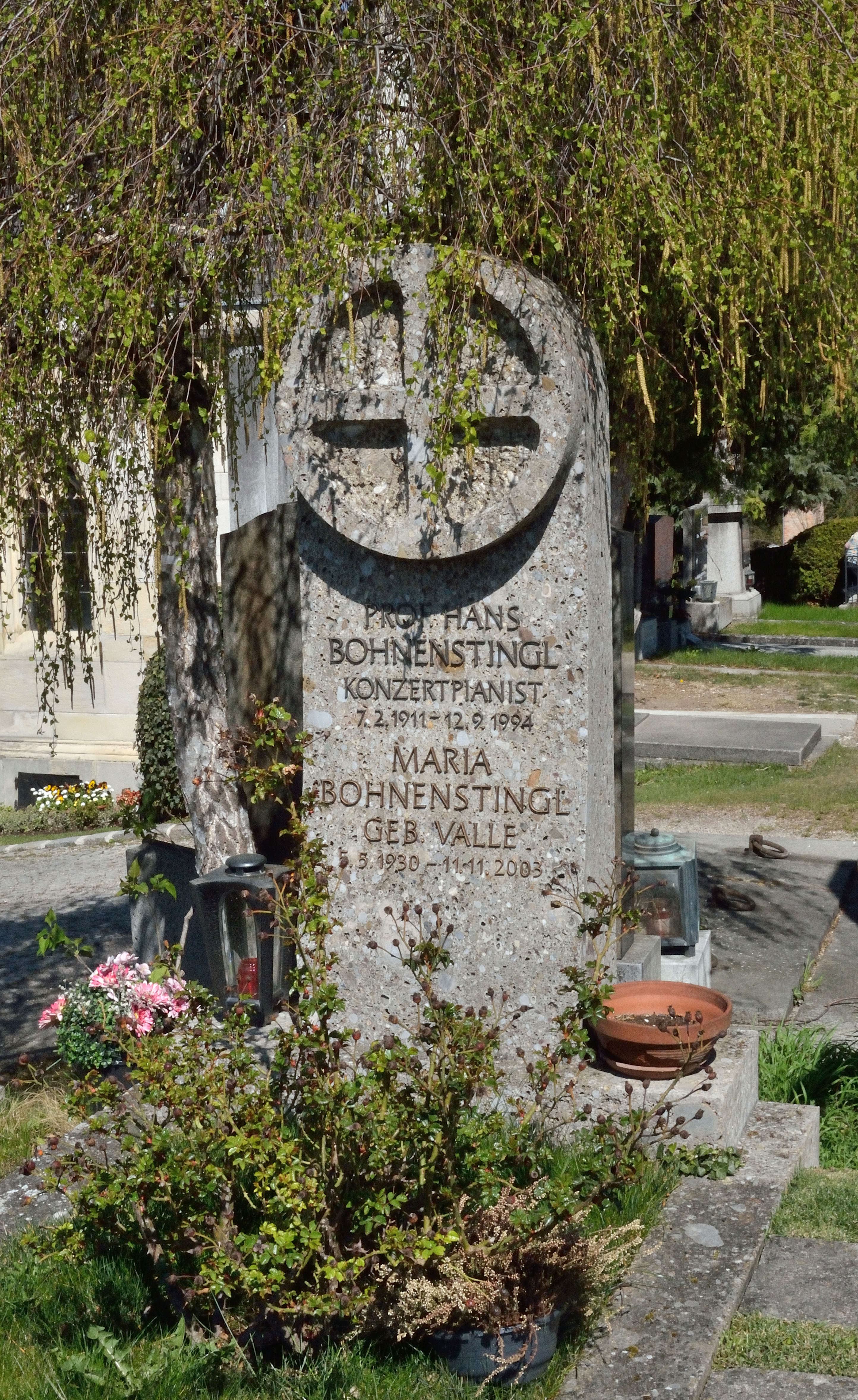
Могила пианиста и его жены на Хитцингском кладбище в Вене